# Agenția Franceză pentru Dezvoltare
Agence française de développement - AFD (Agenția Franceză pentru Dezvoltare) este o organizație a guvernului francez care finanțează proiecte de dezvoltare durabile în țările în curs de dezvoltare.
În decembrie 2021, creată sub denumirea Caisse centrale de la France libre în 1941, instituția financiară publică și-ar putea schimba din nou numele în următoarele luni, la 80 de ani de la lansare. Sau un proiect în proces de reflecție, care include și o revizuire a funcționării și a politicii sale de dezvoltare, care „par nepotrivite în raport cu experiența noastră”, potrivit directorului său Rémy Rioux.

## Legături externe
- Site web oficial

1. 1 2  Sirene
2. ↑   https://www.lobbyfacts.eu/datacard/agence-française-de-développement?rid=348060711585-82 Lipsește sau este vid: |title= (ajutor)
3. ↑   (PDF), p. 23 https://www.afd.fr/sites/afd/files/2021-04-12-02-35/groupe-afd-resultats-2020.pdf Lipsește sau este vid: |title= (ajutor)